# کاخ پیچولومینی

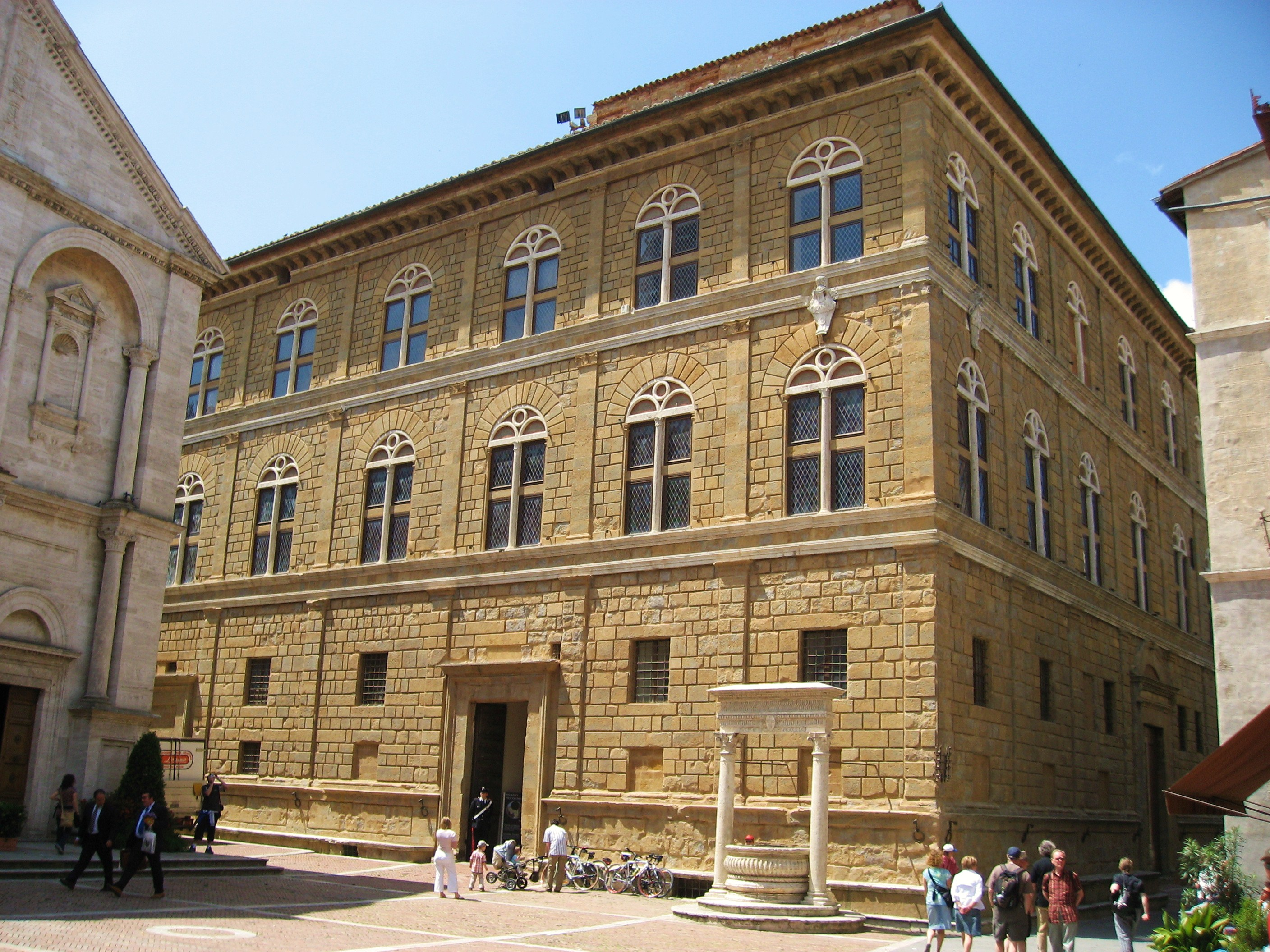
کاخ پیچولومینی

کاخ پیچولومینی (ایتالیایی: Palazzo Piccolomini) یک کاخ در پینتزا، ایتالیا است.